# Swans
Swans – amerykański zespół rocka awangardowego utworzony w 1982, wywodzący się z nowojorskiego ruchu no wave. Jego założycielem i liderem jest wokalista i gitarzysta Michael Gira, przez wiele lat drugim filarem grupy była życiowa partnerka Giry, wokalistka Jarboe. Po rozpadzie ich związku zespół został rozwiązany w 1997. W 2010 nastąpiła reaktywacja Swans w nowym składzie, czego wynikiem są kolejne albumy studyjne oraz intensywna działalność koncertowa.
Brzmienie zespołu charakteryzuje się eksperymentowaniem z dźwiękiem i ciągłym poszukiwaniem nowych rozwiązań muzycznych. Wielokrotna zmiana stylistyki skutkowała dużą różnorodnością nagrań. Wczesne płyty utrzymane były w klimacie noise rocka i rocka industrialnego, później zespół poruszał się w granicach takich gatunków jak: rock gotycki, folk rock, art rock, rock alternatywny, post rock, ambient.

## Historia
Grupę Swans założył w 1982 w Nowym Jorku kompozytor, basista i wokalista Michael Gira, potomek imigrantów z Hiszpanii, wcześniej członek grupy Circus Mort. Przez zespół przewinęło się kilku okazjonalnych muzyków, m.in. gitarzysta Thurston Moore z grupy Sonic Youth. Swans zagrali z nią wspólną trasę pod hasłem The Savage Blunder Tour. Nagrania z tych lat ukazały się po latach na płycie Body to Body, Job to Job. Zespół zdobył sławę grającego maksymalnie wolno i głośno, oferując agresywną, kakofoniczną muzykę, określaną też jako performance czy muzyczne katharsis.
Pod koniec 1982 zespół wydał swą debiutancką płytę Swans z czterema utworami autorstwa Giry, który płytę też wyprodukował. Zamieścił na niej długie, hipnotyzujące kompozycje, częściowo improwizowane i nagrane w studiu na żywo. Nawiązywał tu m.in. do muzyki i koncepcji takich grup jak Can czy King Crimson, korzystał też z eksperymentów gitarowych Glenna Branki, do których dodał wokale i (w jednym utworze) saksofon.
Po zmianach personalnych w kwietniu 1983 zespół w pięcioosobowym składzie nagrał swoją pierwszą płytę długogrającą Filth, zawierającą całkowicie nowy materiał. Teksty napisał Gira, a muzykę wszyscy członkowie Swans. Utwory wyraźnie skrócono, a do dawnych brzmień nawiązują tu tylko najdłuższe na tej płycie kompozycje, jak „Stay Here” i „Power for Power”. Płytę wydała wytwórnia Neutral Records, dla której nagrywali też Sonic Youth.
Wkrótce od grupy odszedł perkusista Jonathan Kane, a pozostali muzycy w 1984 nagrali kolejną czwórkę oraz album Cop, łącznie ponad godzinę muzyki. Powrócili do długich kompozycji, w których zaczęli wykorzystywać też nagrane na taśmie podkłady. Obie płyty dostrzeżono w Anglii, gdzie rozwijał się już wtedy nurt muzyki industrialnej, reprezentowany przez grupy Test Department oraz Psychic TV i Coil (powstałe na gruzach Throbbing Gristle), natomiast w Niemczech Einstürzende Neubauten i w byłej Jugosławii Laibach.
W 1985 z zespołem Swans oraz jego liderem związała się wokalistka i pianistka Jarboe, pochodząca z Atlanty. Rok później ukazały się płyty Greed i Holy Money, ze zbliżonym materiałem, na których zaznaczył się jej udział. Zostały one zauważone w Anglii, gdzie zespół koncertował. Nadawał je w swych programach John Peel, prezenter BBC. Wtedy to zespół miał opinię następcy The Velvet Underground. W Anglii zespół zarejestrował też podwójny album Children of God (1987), na której od noise'u odszedł w stronę ciężkiego rocka. Wykorzystał na tej płycie także instrumenty klasyczne. W ramach promocji tej płyty grupa Swans zagrała trasę po Europie, w tym trzy koncerty w Polsce: 27 sierpnia 1987 w Teatrze Letnim w Sopocie (w skróconym programie), 29 sierpnia 1987 w klubie „Riviera-Remont” w Warszawie, a 30 sierpnia 1987 we Wrocławiu w klubie „Pałacyk” (pełny set). 2 września 1987 nieco zmieniony program zagrali w Brnie.
Jesienią 1986 Michael Gira i Jarboe nagrali w Londynie dwie płyty jako Skin, wydane w kolejnych latach: Blood, Women, Roses (1987) i Shame, Humility, Revenge (1988). Zamieścili na nich rockowe ballady, podparte orkiestrowymi i elektronicznymi brzmieniami, w tym kilka przeróbek.
W maju 1988 Swans znów koncertowali w Europie oraz wydali singla Love Will Tear Us Apart z akustyczną przeróbką utworu Joy Division. Wytwórnia MCA zaproponowała grupie kontrakt, w którego ramach ukazała się płyta The Burning World (1989). Zawierała ona utwory rockowe w klimacie popu, w tym piosenkę Can’t Find My Way Home, przeróbkę utworu grupy Blind Faith. Jedynym dynamiczniejszym fragmentem płyty był monumentalny utwór „See No More”.
Płyta nie podbiła list przebojów, więc kontrakt rozwiązano i we wrześniu 1990 Swans założyli własną wytwórnią płytową Young God Records. Wznowili wcześniejsze płyty, wydali wiele nagrań archiwalnych i kompilacji oraz przygotowali nowe wydawnictwa: trzecią płytę duetu Gira-Jarboe i podwójny zestaw nagrań grupy White Light from the Mouth of Infinity (1991), kontynuujące ich dotychczasowe klimaty muzyczne mimo zmiany wytwórni.
W 1992 ukazały się dwie płyty grupy Swans: studyjna Love of Life i koncertowa Omniscience, na których muzyka zespołu zaczęła odchodzić w stronę eksperymentów dźwiękowych. Równocześnie zmniejszał się wkład Jarboe, która skupiła się na własnych projektach. Utwór „Cries (For Spider)” z jej solowej płyty 13 Masks (1991) znalazł się też w zestawie Love of Life.
Wysiłek twórczy, koncertowy i wydawniczy nie przełożył się na sukces finansowy i zaczął wyczerpywać ówczesne możliwości zespołu. Po przerwie, w trakcie której Michael Gira napisał książkę The Consumer, Swans wydali album The Great Annihilator (1995) – efekt ponadrocznej pracy w studiach Nowego Jorku.
Ostatni zryw poprzedniego wcielenia zespołu nastąpił w 1996, gdy ukazały się zestaw studyjno-koncertowy Die Tür ist zu oraz podwójny Soundtracks for the Blind, zawierający więcej niż zwykle w przypadku tego zespołu materiału instrumentalnego. Trudna sytuacja finansowa grupy, jak i niekorzystne przemiany na rynku muzycznym skłoniły lidera do zawieszenia działalności Swans. Przyczyną pozamuzyczną było też rozstanie z Jarboe.
Przez kilkanaście lat Gira i Jarboe nagrywali na własne konto i koncertowali pod różnymi wcieleniami. W 2001 Jarboe wystąpiła w Gdańsku, zaś Gira grał w Warszawie z Angels of Light w 2005.
Na początku 2010 zespół Swans wznowił działalność, a jesienią wydał płytę My Father Will Guide Me Up a Rope to the Sky.  W składzie reaktywowanego zespołu zabrakło Jarobe, do współpracy z Girą powrócił natomiast długoletni gitarzysta Norman Westberg. Rozpoczął równocześnie wielkie światowe tournée. Jednym z krajów, będących częścią trasy grupy Swans była Polska, w której koncerty odbyły się: 9 grudnia we Wrocławiu w klubie „Firlej”, następnie 10 grudnia w warszawskiej „Stodole” (2010). Zaplanowany na 17 maja 2011 koncert w Gdańsku nie odbył się. W 2012 roku ukazał się kolejny album grupy, zatytułowany The Seer. Swans ponownie wystąpił  w Polsce 5 sierpnia 2012 w Katowicach na Off Festival, następnie w 2013, tj. 15 marca w Krakowie (Kwadrat), 16 marca w Warszawie (Stodoła). W 2014 roku ukazał się album To Be Kind, a w 2016 The Glowing Man. Po reaktywacji kierunek muzycznym poszukiwaniom Swans wciąż nadaje Michael Gira, jednak brzmienie stało się zdecydowanie bardziej zespołowe niż w okresie poprzedzającym rozwiązanie. Na nowych albumach znalazły się w większości długie, transowe kompozycje stworzone niejednokrotnie w drodze kolektywnej improwizacji.

## Muzycy i zmiany personalne

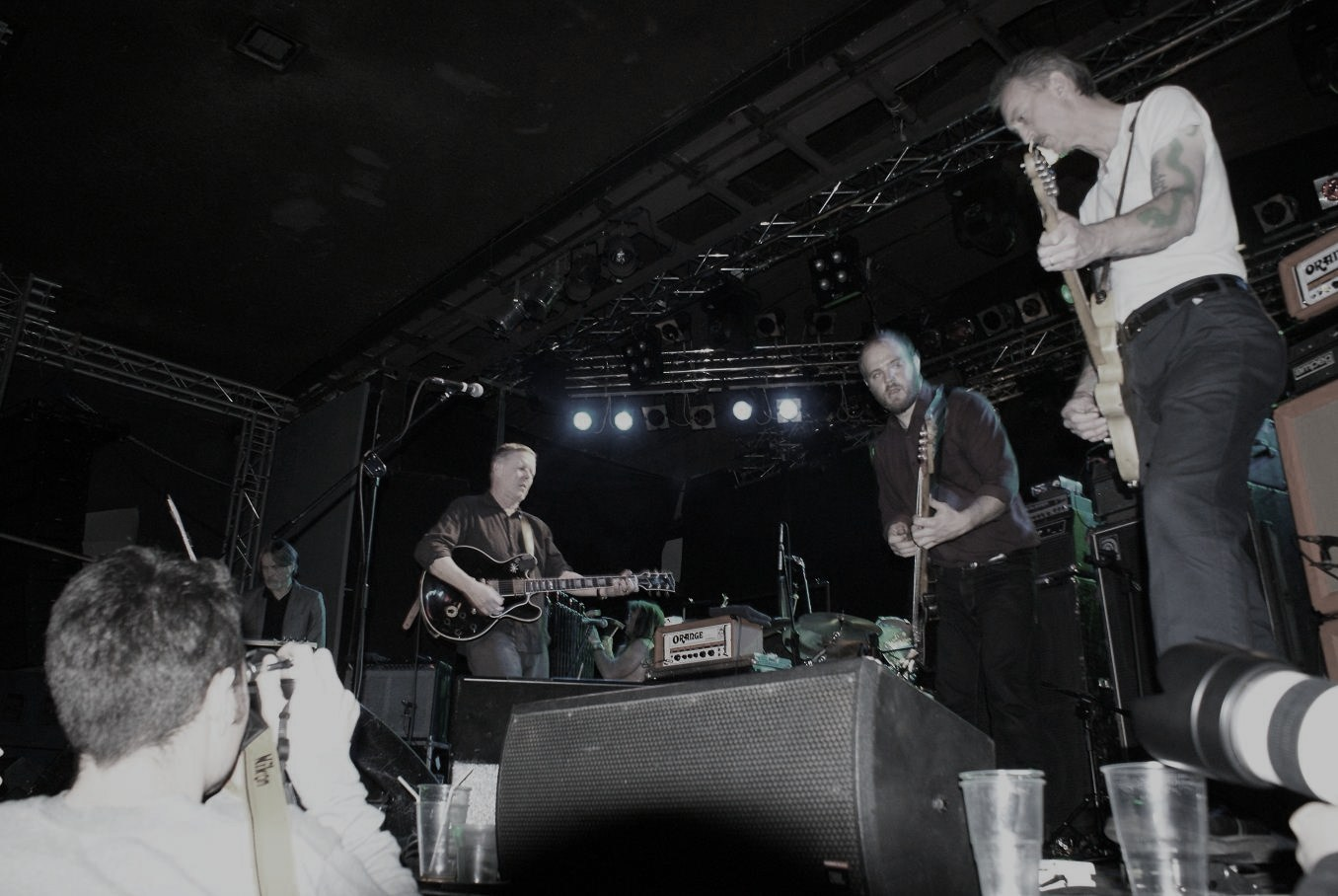
Swans w Warszawie w 2010 roku, na zdjęciu od lewej: Christoph Hahn, Michael Gira, Thor Harris, Chris Pravdica, Norman Westberg

W pierwszym okresie istnienia zespołu dochodziło do wielu zmian personalnych, jedynym stałym członkiem od początku działalności formacji jest Michael Gira. W latach 90. grupa była właściwie duetem Gira / Jarboe nagrywającym i koncertującym razem z zaproszonymi i wynajętymi muzykami. Po reaktywacji Swans skład ustabilizował się i obecnie przedstawia się następująco:
- Michael Gira – śpiew, gitara elektryczna, gitara akustyczna
- Norman Westberg – gitara elektryczna, gitara akustyczna
- Christoph Hahn – gitara elektryczna, gitara hawajska
- Phil Puleo – perkusja, cymbały
- Chris Pravdica – gitara basowa
- Paul Wallfisch – instrumenty klawiszowe

Byli członkowie zespołu:

- Jarboe – śpiew, instrumenty klawiszowe
- Sue Hanel – gitara elektryczna
- Thurston Moore – gitara basowa
- Jonathan Kane – perkusja
- Mojo – perkusja
- Dan Braun – gitara basowa
- Bob Pezzola – gitara elektryczna
- Daniel Galli-Duani – saksofon
- Harry Crosby – gitara basowa
- Roli Mosimann – perkusja
- Ronaldo Gonzalez – perkusja
- Ivan Nahem – perkusja
- Algis Kizys – gitara basowa

- Ted Parsons – perkusja
- Clinton Steele – gitara elektryczna
- Jenny Wade – gitara basowa
- Anton Fier – perkusja
- Vincent Signorelli – perkusja
- Larry Seven – gitara basowa
- Bill Rieflin – perkusja
- Vudi – gitara elektryczna
- Joe Goldring – gitara basowa
- Larry Mullins – perkusja
- Bill Bronson – gitara basowa
- Thor Harris – instrumenty perkusyjne, dęte i klawiszowe

## Dyskografia
Albumy studyjne:
- Filth (1983)
- Cop (1984)
- Greed (1986)
- Holy Money (1986)
- Children of God (1987)
- The Burning World (1989)
- White Light from the Mouth of Infinity (1991)
- Love of Life (1992)
- The Great Annihilator (1995)
- Soundtracks for the Blind (1996)
- My Father Will Guide Me Up a Rope to the Sky (2010)
- The Seer (2012)
- To Be Kind (2014)
- The Glowing Man (2016)
- Leaving Meaning (2019)
- The Beggar (2023)
- Birthing (2025)